# Paraheterospilus ceciliaensis
Paraheterospilus ceciliaensis – gatunek błonkówki z rodziny męczelkowatych i podrodziny Doryctinae.
Ciało długości 1,5 mm, ciemnobrązowe z żółtymi odnóżami, trzonkiem i nóżką czułków, brązowymi żyłkami skrzydeł i biczykami czułków oraz często częściowo lub całkiem jasnobrązową metasomą. Z tyłu pozatułów stromo opadający. Drugie tergum metasomy czterokrotnie szersze niż pośrodku długie. Pokładełko krótsze niż metasoma.
Gatunek znany wyłącznie z Kostaryki.